# Чожи-Чу
Чожи-Чу — бывшее село в Ачхой-Мартановском районе Чеченской Республики.

## География
Село расположено на берегу реки Чож, на юге от райцентра Ачхой-Мартан. Ближайшие сёла: на севере — Старый Ачхой, на северо-востоке — Янди, на северо-западе — Бамут, на востоке — Шалажи.

## История
С 1944 по 1957 год село носило название Высокогорное. Село было заброшено жителями, по всей видимости, в середине 1990-х годов. В 1976 году произошло землетрясение, которое разрушило больше половины домовладений. На карте 1988 года Чожи-Чу отображалось как жилое поселение. В настоящее время на спутниковых снимках этого района на месте села не отмечено ни одной постройки.